# Pra Kó
Pra Kó, Prah Ko, vagy  Preah Ko – a Szent Tehén – a Khmer Birodalom első (a mai Roluos mellett emelt) fővárosának legelső temploma, az angkori  templomváros Roluos csoportjának része Kambodzsában. A természetes dombra épült, Siva istennek szentelt hindu templomot I. Indravarman építtette a 879-ben. Pra Kó a király szüleinek, anyai nagyszüleinek valamint nagybátyja, a korábbi uralkodó II. Dzsajavarman és felesége temetkezési temploma volt. A talapzatról hat szögletes téglatorony emelkedik a magasba, amelyet kettős kerítés vesz körbe. A tornyok előtt három térdelő bikaszobor, Siva hátasállatát Nandít ábrázolja.
I. Indravarman király békés uralkodásával, és a birodalom határainak kiterjesztésével megalapozta a Khmer Királyság fejlődését, továbbá minden uralkodónak szent kötelességévé tette, hogy uralkodása során elődei emlékének szentelve legalább egy templomot építsen. Így Pra Kó megépítésével elindította azt a nagyszabású építkezési programot, amely a khmer uralkodókat, a birodalom hatszáz éves fennállása alatt mindvégig jellemezte.
Pra Kó konzerválásán és restaurálásán a budapesti székhelyű Angkor Alapítvány (angol elnevezése királyi engedéllyel Royal Angkor Foundation (RAF)) koordinálásában magyar, khmer, angol és argentin szakemberek is részt vettek. Az alapítvány Göncz Árpád és Norodom Szihanuk levélváltása alapján, tiszteletbeli társelnökségükkel 1992-ben alakult meg. A műemlékhelyreállítási munkálatokat német és magyar támogatásból finanszírozták. Erre a templom bejáratánál álló szerény tábla hívja fel a látogatók figyelmét.

## Külső hivatkozások
- Angkor Alapítvány hivatalos honlapja Archiválva 2020. szeptember 30-i dátummal a Wayback Machine-ben (angol/magyar)
- APSARA – Preah Ko (angol)
- Roluos Group Archiválva 2007. január 17-i dátummal a Wayback Machine-ben (angol)